# Liste der Biografien/Grim
Liste der Biografien |
Portal Biografien |
Personensuche
# |
A |
B |
C |
D |
E |
F |
G |
H |
I |
J |
K |
L |
M |
N |
O |
P |
Q |
R |
S |
T |
U |
V |
W |
X |
Y |
Z |
?
 
Ga |
Gb |
Gc |
Gd |
Ge |
Gf |
Gh |
Gi |
Gj |
Gk |
Gl |
Gm |
Gn |
Go |
Gp |
Gq |
Gr |
Gs |
Gu |
Gv |
Gw |
Gy |
Gz
 
Gra |
Grb–Grd |
Gre |
Grg |
Gri |
Grj |
Grk |
Grl |
Grm |
Gro |
Grs |
Gru |
Gry |
Grz
 
Gria |
Grib |
Gric |
Grid |
Grie |
Grif |
Grig |
Grij |
Grik |
Gril |
Grim |
Grin |
Grio |
Grip |
Gris |
Grit |
Griv |
Griw |
Grix |
Griz
Die Liste der Biografien führt alle Personen auf, die in der deutschsprachigen Wikipedia einen Artikel haben. Dieses ist eine Teilliste mit 439 Einträgen von Personen, deren Namen mit den Buchstaben „Grim“ beginnt.

## Grim
- Grim Sleeper (1952–2020), US-amerikanischer Serienmörder
- Grim, Bobby (1924–1995), US-amerikanischer Autorennfahrer
- Grim, Fred (* 1965), niederländischer Fußballtorhüter und -trainer
- Grim, Herman Niklas (1641–1711), Arzt, Naturforscher, Ostindienreisender, Autor bedeutender Schriften über Pflanzen und Heilmittel in Asien
- Grim, Josef (1860–1948), österreichischer Politiker; Abgeordneter zum Abgeordnetenhaus
- Grim, Kristina (* 1991), deutsche Poolbillardspielerin
- Grim, Otto (1911–1994), österreichischer Schiffbauingenieur und Hochschullehrer
- Grim, Ryan (* 1978), US-amerikanischer Journalist, politischer Kommentator und Moderator

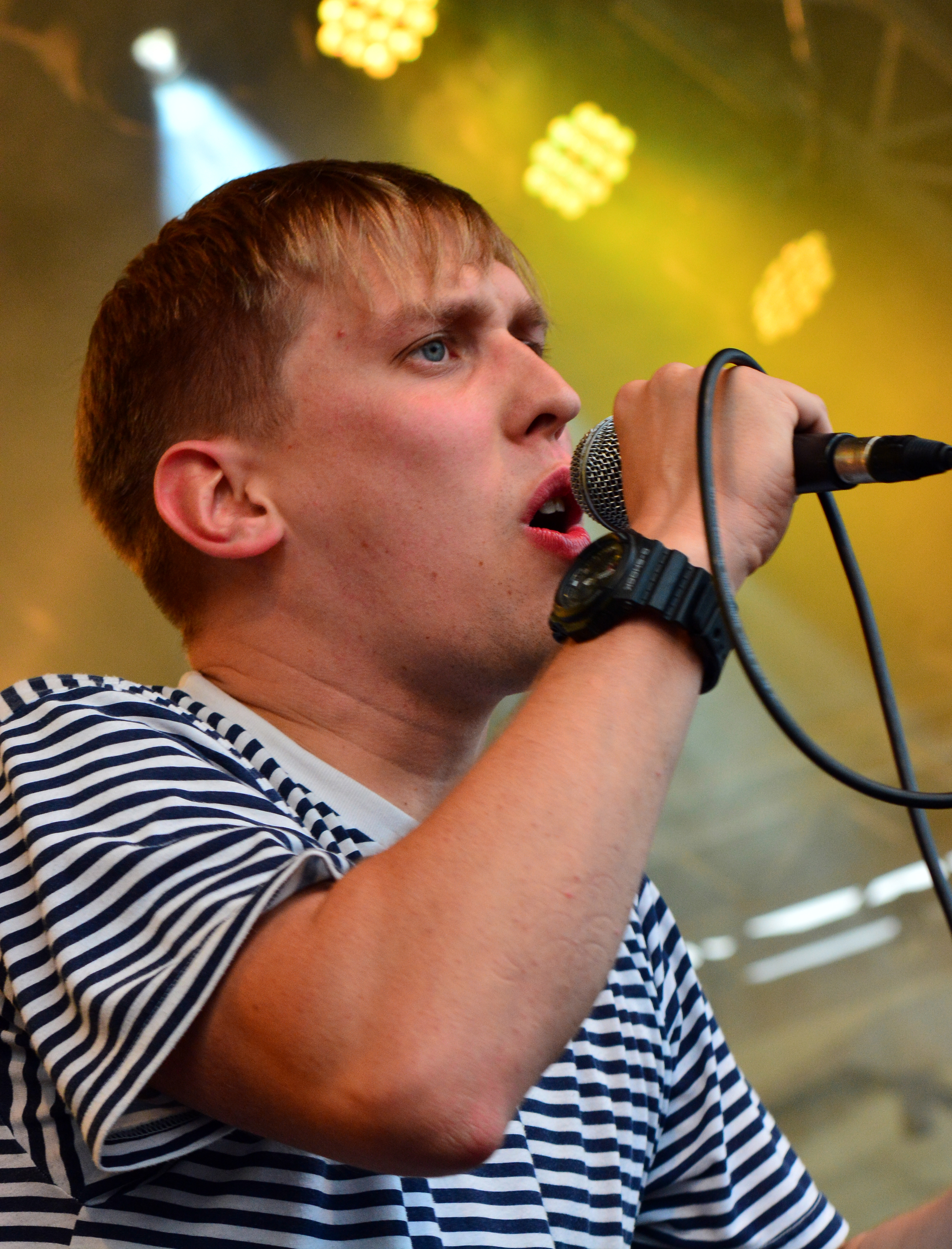
Grim104 (* 1988)

- Grim104 (* 1988), deutscher RapperGrim104 (* 1988)

### Grima
- Grima, Andrew (1921–2007), britischer Schmuckdesigner
- Grima, Massimo (* 1979), maltesischer Fußballspieler
- Grimal, Alexandra (* 1980), französische Jazzmusikerin
- Grimal, Clémence (* 1994), französische Snowboarderin
- Grimal, Nicolas (* 1948), französischer Ägyptologe
- Grimal, Pierre (1912–1996), französischer Altphilologe und Althistoriker
- Grimald von Weißenburg († 872), Abt von St. Gallen, Abt von Weißenburg, Kanzler
- Grimalda, Gianluca, italienischer Verhaltensökonom
- Grimaldi Bracelli, Gaspare († 1552), 56. Doge der Republik Genua
- Grimaldi di Monaco, Francesco († 1309), italienischer Adeliger
- Grimaldi Durazzo, Giacomo (1503–1579), italienischer Politiker und 69. Doge der Republik Genua
- Grimaldi, Adriano (* 1991), deutsch-italienischer Fußballspieler
- Grimaldi, Alberto (1925–2021), italienischer Filmproduzent
- Grimaldi, Aldo (1942–1990), italienischer Filmregisseur und Drehbuchautor
- Grimaldi, Angelo, italienischer Fernsehregisseur
- Grimaldi, Antoine (1697–1784), Regent Monacos (1732–1784)
- Grimaldi, Antoinette (1920–2011), monegassische Prinzessin; Schwester von Fürst Rainier III.; Tochter von Pierre de Polignac und Charlotte von MonacoAntoinette Grimaldi (1920–2011)

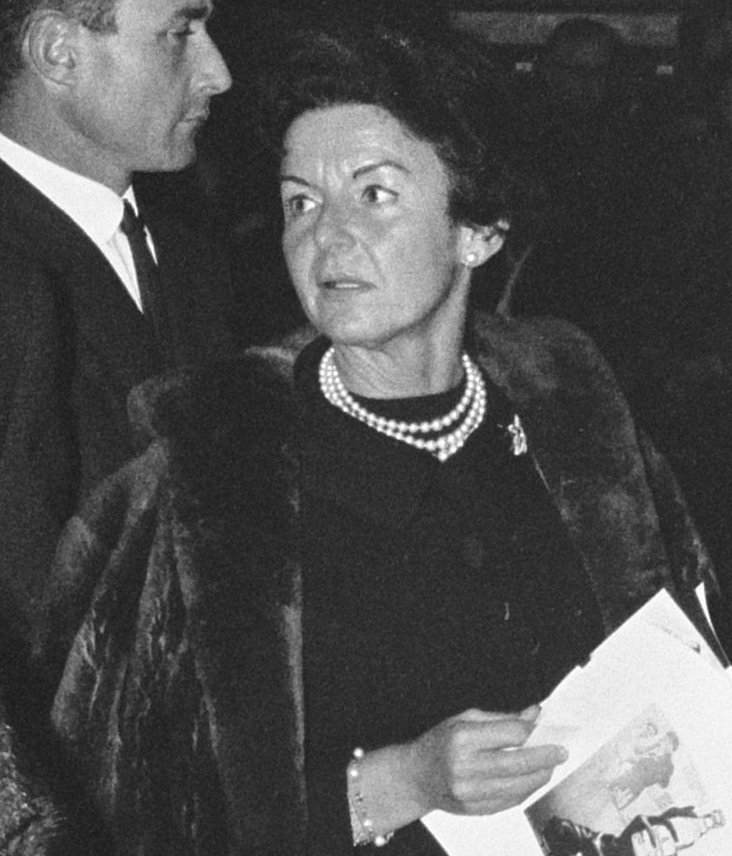
Antoinette Grimaldi (1920–2011)

- Grimaldi, Antonello (* 1955), italienischer Filmregisseur
- Grimaldi, Aurelio (* 1957), italienischer Filmregisseur, Drehbuchautor und Schriftsteller
- Grimaldi, Bernardino (1839–1897), italienischer Politiker
- Grimaldi, Catalano (1415–1457), Herr von Monaco (1454–1457)
- Grimaldi, Clemente (1862–1915), italienischer Agronom, Botaniker und Politiker
- Grimaldi, Dan (* 1952), US-amerikanischer Schauspieler
- Grimaldi, David A. (* 1957), US-amerikanischer Entomologe und Paläontologe
- Grimaldi, Eva (* 1961), italienische SchauspielerinEva Grimaldi (* 1961)

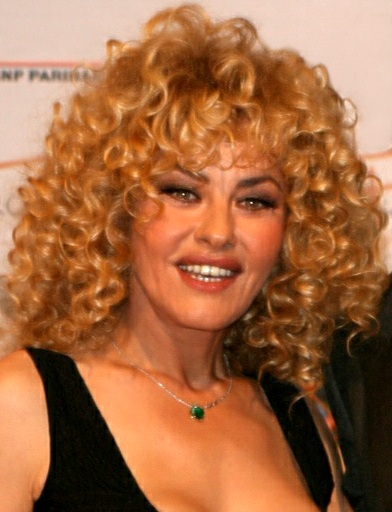
Eva Grimaldi (* 1961)

- Grimaldi, Francesco (1543–1613), italienischer Architekt
- Grimaldi, Francesco Maria (1618–1663), italienischer Jesuit, Physiker und Mathematiker
- Grimaldi, Francesco Onorato (1669–1748), Erzbischof von Besançon
- Grimaldi, Fulvio (* 1934), italienischer Journalist
- Grimaldi, Giovan Pietro (1860–1918), italienischer Physiker
- Grimaldi, Giovanni (1917–2001), italienischer Drehbuchautor und Filmregisseur
- Grimaldi, Giovanni Francesco (1606–1680), italienischer Architekt und Maler
- Grimaldi, Guerino (1916–1992), italienischer Geistlicher und Erzbischof von Salerno-Campagna-Acerno
- Grimaldi, Jean (1898–1996), kanadischer Schauspieler, Sänger und Autor
- Grimaldi, Jerónimo, spanischer Diplomat und Politiker
- Grimaldi, Joseph (1778–1837), englischer Pantomime und Clown
- Grimaldi, Marco (* 1983), deutscher Basketballspieler
- Grimaldi, Martina (* 1988), italienische Freiwasserschwimmerin
- Grimaldi, Nicola (1645–1717), Kardinal der Römischen Kirche
- Grimaldi, Nicolò (1673–1732), neapolitanischer Opernsänger (Sopran, später Alt)
- Grimaldi, Raniero (1267–1314), genuesischer Politiker, französischer Admiral und erster Herr von Monaco
- Grimaldi, Rocco (* 1993), US-amerikanischer Eishockeyspieler
- Grimaldi, Sébastien (* 1979), französischer Fußballspieler
- Grimaldi, Virginie (* 1977), französische Schriftstellerin
- Grimaldi-Cavalleroni, Girolamo (1597–1685), Erzbischof und Kardinal der Römischen Kirche
- Grimaldo, Alejandro (* 1995), spanischer FußballspielerAlejandro Grimaldo (* 1995)

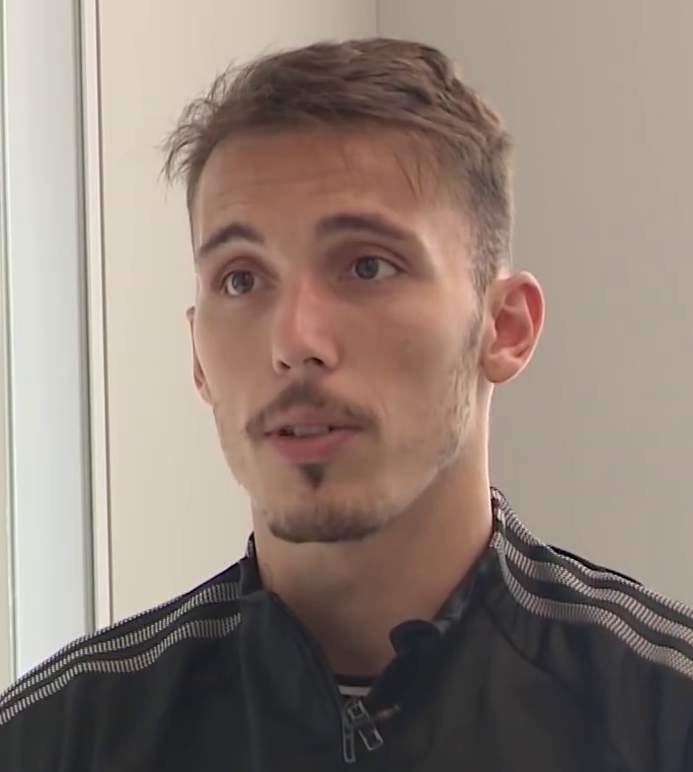
Alejandro Grimaldo (* 1995)

- Grimaldo, Joao (* 2003), peruanischer Fußballspieler
- Grimaldo, José de († 1733), spanischer Politiker und Regierungschef
- Grimalt, Esteban (* 1991), chilenischer Beachvolleyballspieler
- Grimalt, Marco (* 1989), chilenischer Beachvolleyballspieler
- Grimalt, Rodrigo (* 1968), chilenischer Beachvolleyballspieler
- Grimán, David (* 1967), venezolanischer Boxer
- Grimandi, Gilles (* 1970), französischer Fußballspieler
- Grimani, Aloisio († 1620), italienischer Geistlicher
- Grimani, Antonio († 1523), Doge von Venedig (1521–1523)
- Grimani, Antonio (1557–1628), römisch-katholischer Patriarch
- Grimani, Domenico (1461–1523), Patriarch von Aquileia, Mäzen und Kunstsammler
- Grimani, Elisabetta (1731–1792), Dogaressa von Venedig
- Grimani, Filippo (1850–1921), italienischer Politiker, Bürgermeister Venedigs (1895–1919)
- Grimani, Giovanni (1506–1593), Patriarch von Aquileia
- Grimani, Marco († 1544), Patriarch von Aquileia und Diplomat im Dienste des Papstes
- Grimani, Marino († 1546), italienischer Kardinal und Apostolischer Legat
- Grimani, Marino (1532–1605), venezianischer Doge
- Grimani, Pietro (1677–1752), Doge von Venedig (1741–1752)
- Grimani, Vettor († 1558), Prokurator von San Marco in Venedig und Mäzen
- Grimani, Vincenzo (1653–1710), italienischer Kardinal, Diplomat und Opernlibrettist
- Grimanis, Angelos (1896–1979), griechischer Tänzer und Choreograph
- Grimard, Leopold (1920–1996), kanadischer römisch-katholischer Ordensgeistlicher, Apostolischer Präfekt von Idah
- Grimarest, Jean-Léonor Le Gallois de (1659–1713), französischer Schriftsteller
- Grimau, Julián (1911–1963), spanischer Kommunist
- Grimau, Roger (* 1978), spanischer Basketballspieler und -trainer
- Grimaud, Bernard (1600–1660), französischer Benediktiner und Dichter okzitanischer Sprache
- Grimaud, Hélène (* 1969), französische PianistinHélène Grimaud (* 1969)

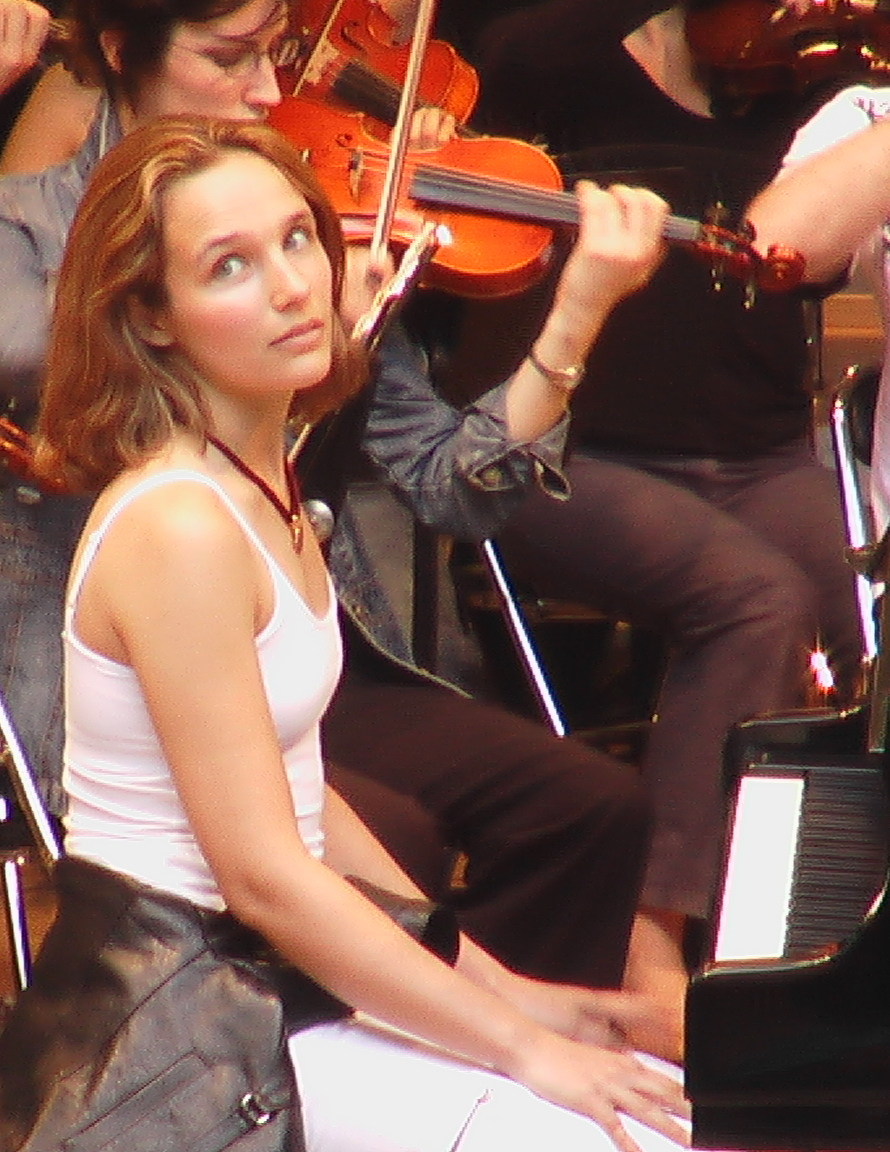
Hélène Grimaud (* 1969)

- Grimaud, Maurice (1913–2009), französischer Kolonialbeamter, Pariser Polizeichef während der 1968er Unruhen
- Grimaudet, François (1520–1580), französischer Jurist
- Grimaudo, Nicole (* 1980), italienische Schauspielerin
- Grimault, Auguste (1883–1980), französischer römisch-katholischer Ordenspriester
- Grimault, Paul (1905–1994), französischer Zeichentrickfilmer und Regisseur
- Grimaux, Édouard (1835–1900), französischer Chemiker, Pharmazeut und Chemiehistoriker

### Grimb
- Grimbald (827–901), Benediktiner
- Grimberg, Boris (* 1988), deutscher Schachspieler
- Grimberg, Carl (1875–1941), schwedischer Historiker
- Grimberg, Eiko (* 1971), deutscher Fotograf
- Grimberg, Heinrich (1833–1907), deutscher Unternehmer im Bergbau
- Grimberg, Peter (* 1962), österreichischer Sänger, Moderator, Autor und Entertainer
- Grimberg, Vanessa (* 1993), deutsche Schwimmerin
- Grimbergen, Maarten van (* 1959), niederländischer Hockeyspieler
- Grimbert, Guy (* 1953), französischer Radrennfahrer
- Grimbert, Pierre (* 1970), französischer Autor
- Grimble, Arthur Francis (1888–1956), britischer Kolonialbeamter, Schriftsteller, Hörfunkmoderator und Ethnologe
- Grimbs, Nico (* 2004), deutscher Fußballspieler

### Grime
- Grime, Helen (* 1981), britische Komponistin
- Grime, John Philip (1935–2021), britischer Pflanzenökologe
- Grime, Kitty (1930–2007), britische Journalistin und Sängerin
- Grimek, John (1910–1998), US-amerikanischer Gewichtheber und BodybuilderJohn Grimek (1910–1998)

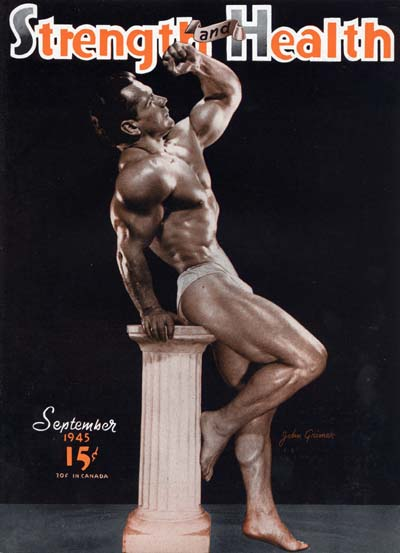
John Grimek (1910–1998)

- Grimelund, Johannes (1842–1917), norwegischer Landschafts- und Marinemaler sowie Grafiker
- Grimes (* 1988), kanadische SängerinGrimes (* 1988)

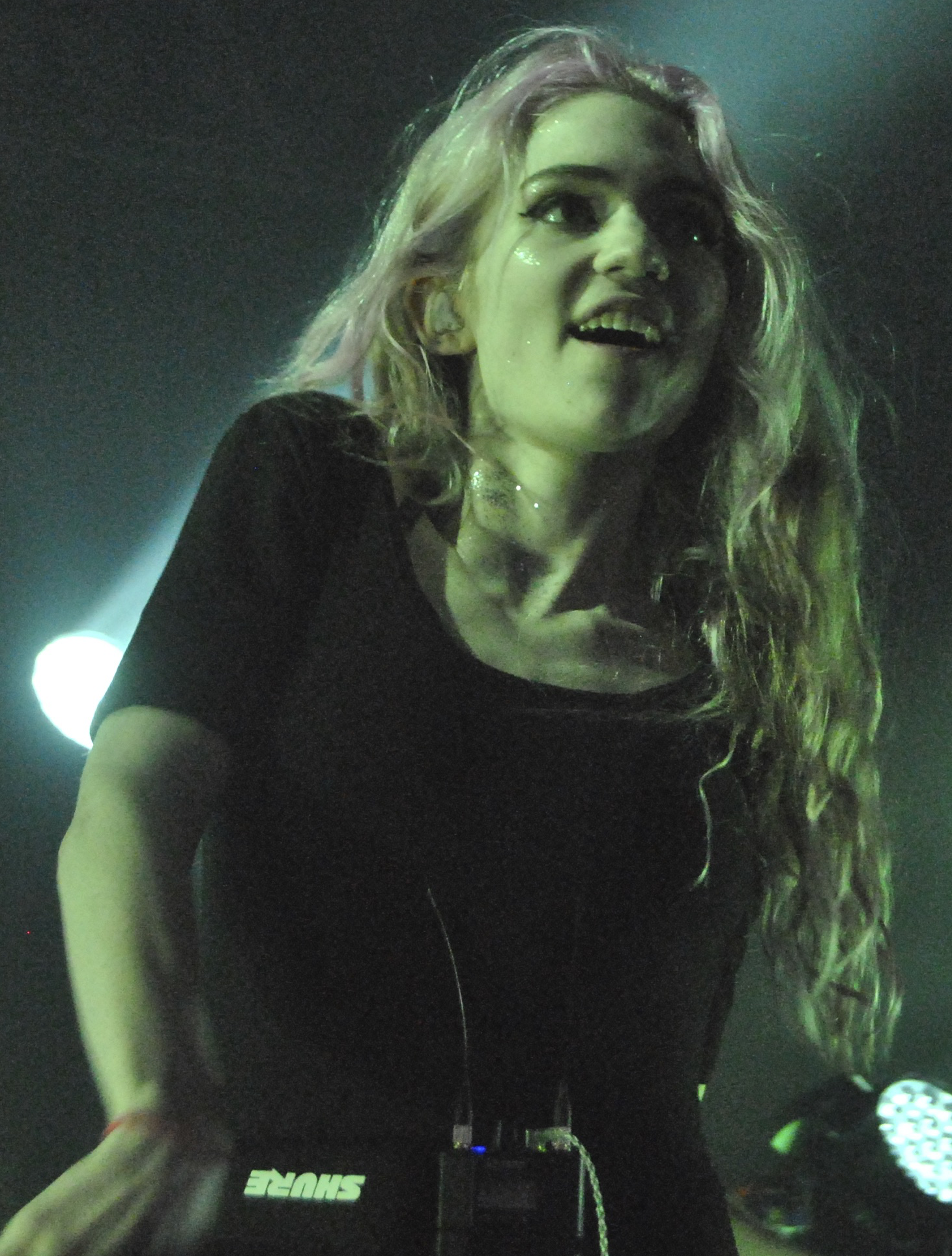
Grimes (* 1988)

- Grimes, Alison Lundergan (* 1978), amerikanische Politikerin und Staatssekretärin Kentuckys
- Grimes, Bonamy (* 1971), britischer Unternehmer und Autorennfahrer
- Grimes, Brent (* 1983), US-amerikanischer Footballspieler
- Grimes, Burleigh (1893–1985), US-amerikanischer Baseballspieler
- Grimes, Cameron (* 1993), amerikanischer Wrestler
- Grimes, Camryn (* 1990), US-amerikanische Schauspielerin
- Grimes, Carol (* 1944), britische Sängerin und Songwriterin
- Grimes, Charles (1935–2007), US-amerikanischer Ruderer
- Grimes, Edward (* 1991), irischer Popsänger
- Grimes, Henry (1935–2020), US-amerikanischer Jazzbassist und Autor
- Grimes, James W. (1816–1872), US-amerikanischer Politiker
- Grimes, Jason (* 1959), US-amerikanischer Weitspringer
- Grimes, John (* 1991), irischer Popsänger
- Grimes, John Bryan (1868–1923), US-amerikanischer Politiker (Demokratische Partei)
- Grimes, Joseph Rudolph (1923–2007), liberianischer Anwalt und Politiker
- Grimes, Karolyn (* 1940), US-amerikanische Schauspielerin
- Grimes, Katie (* 2006), US-amerikanische Schwimmerin
- Grimes, Luke (* 1984), US-amerikanischer SchauspielerLuke Grimes (* 1984)

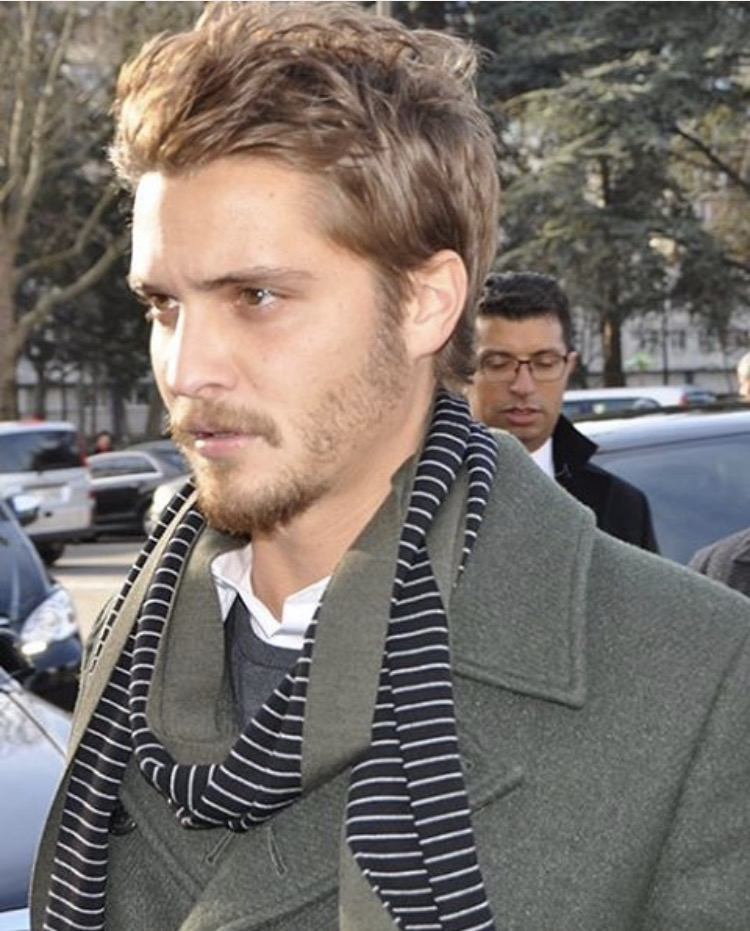
Luke Grimes (* 1984)

- Grimes, Martha (* 1931), US-amerikanische Schriftstellerin
- Grimes, Mickey (* 1976), US-amerikanischer Sprinter
- Grimes, Scott (* 1971), US-amerikanischer Schauspieler
- Grimes, Shenae (* 1989), kanadische Schauspielerin
- Grimes, Stephen B. (1927–1988), britischer Artdirector und Szenenbildner
- Grimes, Tammy (1934–2016), US-amerikanische Schauspielerin
- Grimes, Thomas Wingfield (1844–1905), US-amerikanischer Politiker
- Grimes, Tiny (1916–1989), US-amerikanischer Jazz- und R&B-Musiker
- Grimes, William C. (1857–1931), US-amerikanischer Politiker
- Grimes, William Francis (1905–1988), walisischer Archäologe
- Grimetre, Wilhelmus (1436–1519), Priester, Schreiber und Buchbesitzer

### Grimh
- Grimholm, Isak (* 1985), schwedischer Skispringer
- Grimholm, Jakob (* 1986), schwedischer Skispringer
- Grimholt, Johannes VIII. († 1523), Bischof von Lübeck

### Grimi
- Grimi, Leandro (* 1985), argentinischer Fußballspieler
- Griming, Maria Abundantia Theresia von († 1702), Äbtissin des Klosters Frauenchiemsee (1686–1702)

### Grimk
- Grimké, Angelina Emily (1805–1879), US-amerikanische politische Aktivistin und Frauenrechtlerin
- Grimké, Angelina Weld (1880–1958), afroamerikanische Journalistin, Lehrerin, Dramatikerin und Dichterin
- Grimké, Charlotte Forten (1837–1914), US-amerikanische afroamerikanische Anti-Sklaverei-Aktivistin, Dichterin und Pädagogin
- Grimké, Sarah Moore (1792–1873), amerikanische Abolitionistin, Schriftstellerin, Bürgerrechtlerin und Feministin
- Grimkjell, Bischof in Norwegen

### Griml
- Grimley, Christopher (* 2000), schottischer Badmintonspieler
- Grimley, Ellen († 1960), irische Gewerkschafterin
- Grimley, Martyn (* 1963), englischer Hockeyspieler
- Grimling, Elisabeth (* 1952), österreichische Gewerkschafterin und Politikerin (SPÖ), Mitglied im Österreichischen Bundesrat
- Grimlund, Otto (1893–1969), schwedischer Journalist und kommunistischer Politiker (Sveriges socialdemokratiska arbetareparti)

### Grimm
- Grimm Hansen, Louise (* 1990), dänische Badmintonspielerin
- Grimm von Grimmenstein, Franz Christian (1768–1846), preußischer Generalmajor
- Grimm von Wartenfels, Heinrich (1754–1821), Solothurner Politiker
- Grimm, Albert Ludwig (1786–1872), deutscher Schriftsteller und Politiker
- Grimm, Alexander (* 1986), deutscher Kanute
- Grimm, Alfred (* 1943), deutscher Objektkünstler, Maler und Zeichner
- Grimm, Alfred (* 1953), deutscher Ägyptologe und Provenienzforscher
- Grimm, Alois (1886–1944), deutscher Jesuit, Patrologe und Erzieher, der wegen Wehrkraftzersetzung hingerichtet wurde
- Grimm, Andreas (* 1962), deutscher Komponist, Keyboarder und Hochschullehrer
- Grimm, Arthur (1883–1948), deutscher Maler
- Grimm, Arthur (1908–2000), deutscher Fotograf
- Grimm, August (1854–1939), deutscher Architekt
- Grimm, August Theodor von (1805–1878), deutscher Pädagoge, Schriftsteller, Musiker und russischer Staatsrat der im Dienste der russischen Zaren stand
- Grimm, Benjamin (* 1984), deutscher Politiker (SPD)
- Grimm, Bernd (* 1962), deutscher Designer und Architekturmodellbauer
- Grimm, Bert (1900–1985), amerikanischer Tätowierer
- Grimm, Charlotte (1793–1833), Schwester der Brüder GrimmCharlotte Grimm (1793–1833)

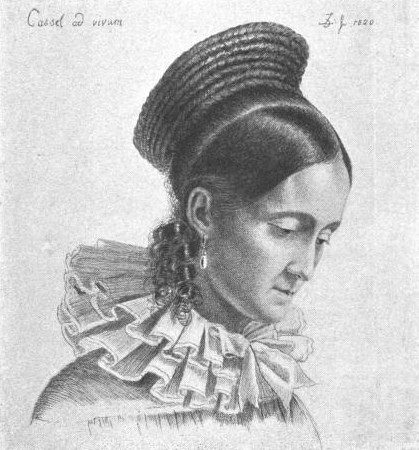
Charlotte Grimm (1793–1833)

- Grimm, Chiara (* 1997), Schweizer Tennisspielerin
- Grimm, Christian (* 1949), deutscher Jurist und Schriftsteller
- Grimm, Christian (* 1987), deutscher Fußballspieler
- Grimm, Christoph (* 1943), deutscher Politiker (SPD), MdL
- Grimm, Christoph (* 1957), deutscher Politiker (AfD), MdL
- Grimm, Claudia (* 1952), deutsche Performancekünstlerin
- Grimm, Claus (1904–1987), deutscher Historiker, Lehrer und Archivar
- Grimm, Claus (1923–2008), deutscher Jurist, Vizepräsident des Bundesfinanzhofs
- Grimm, Claus (* 1940), deutscher Kunsthistoriker
- Grimm, Constantin von (1845–1896), deutscher Maler, Zeichner, Karikaturist, Illustrator und Journalist
- Grimm, Dawid Iwanowitsch (1823–1898), russischer Architekt und Forscher des Byzantinischen Reiches, Georgiens und Armeniens
- Grimm, Dieter (* 1937), deutscher Rechtswissenschaftler und Richter des Bundesverfassungsgerichts
- Grimm, Doris (1925–2007), deutsche Apothekerin und Fachautorin
- Grimm, Eduard (1848–1932), deutscher Theologe
- Grimm, Emil (1853–1931), Landrat des Landkreises Eschwege
- Grimm, Emma (* 1996), deutsche Schauspielerin und Synchronsprecherin
- Grimm, Fatima (1934–2013), deutsche Übersetzerin, Autorin und Referentin zum Thema Islam
- Grimm, Ferdinand (1869–1948), österreichischer Finanzminister und Finanzfachmann
- Grimm, Ferdinand Philipp (1788–1845), deutscher SagensammlerFerdinand Philipp Grimm (1788–1845)

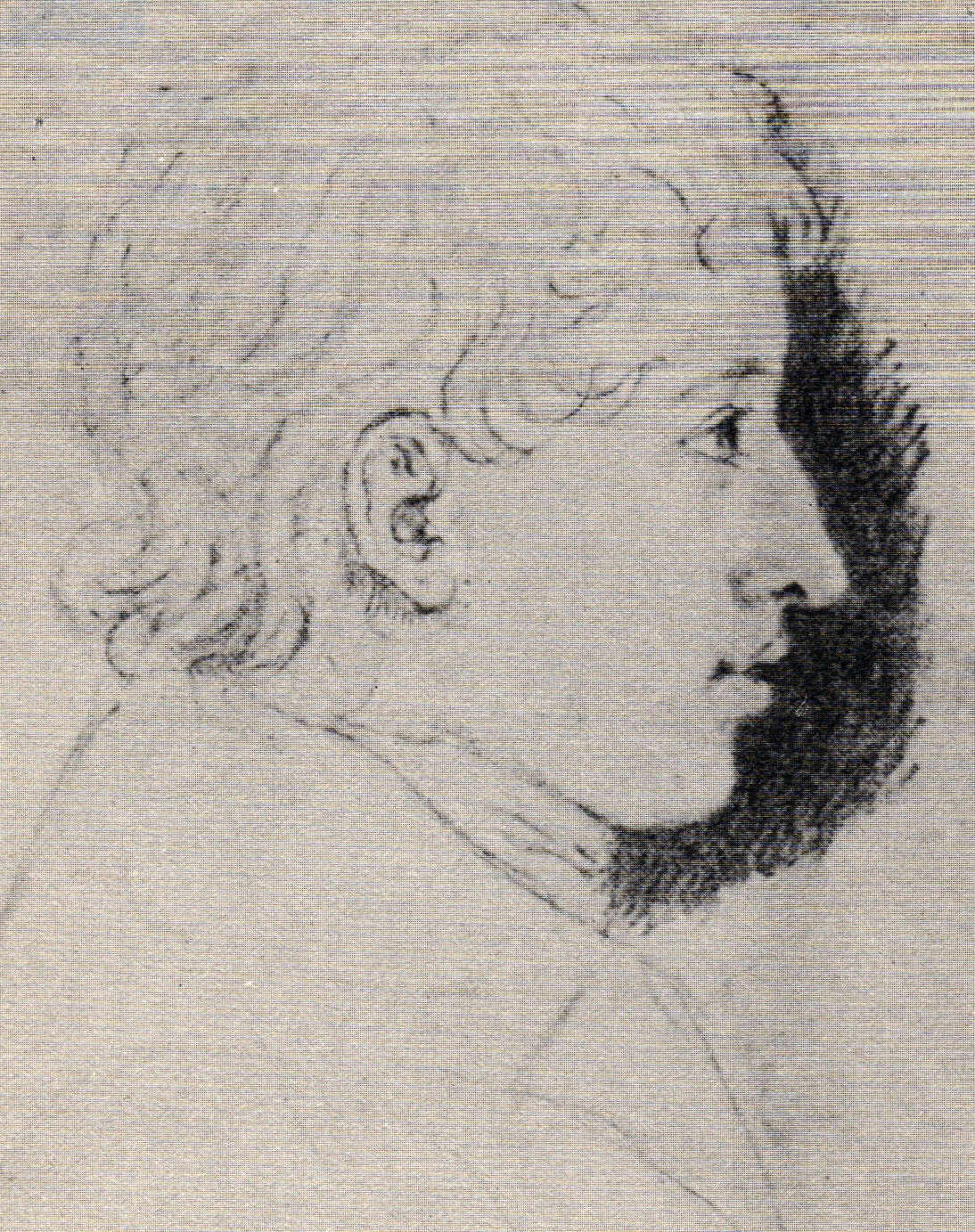
Ferdinand Philipp Grimm (1788–1845)

- Grimm, Florian (* 1984), deutscher Biathlet, Trainer und Guide
- Grimm, Frank (* 1930), deutscher Politiker (SED), OB von Schwerin
- Grimm, Franz Anton (1710–1784), Baumeister des mährischen Barock
- Grimm, Friedrich (1672–1748), deutscher Theologe, Urgroßvater der Brüder Grimm
- Grimm, Friedrich (1707–1777), deutscher Theologe, Großvater der Brüder Grimm
- Grimm, Friedrich (1888–1959), deutscher Jurist, Politiker (NSDAP), MdR und Holocaustleugner
- Grimm, Friedrich Melchior (1723–1807), deutscher Schriftsteller und Diplomat
- Grimm, Fritz (* 1893), deutscher Eisenbahningenieur
- Grimm, Georg (1868–1945), deutscher Jurist, königlich-bayerischer Amtsrichter und Pionier des Buddhismus in Deutschland
- Grimm, Georg Friedrich († 1690), deutscher Buchdrucker in Hannover
- Grimm, Gerd (1911–1998), deutscher Grafiker und Modezeichner
- Grimm, Gerhard (1910–1990), Beamter der Geheimen Staatspolizei (Gestapo)
- Grimm, Gerhard (1927–1998), deutscher Maler, Grafiker und Kunstwissenschaftler
- Grimm, Gerhard (1929–2007), deutscher Historiker
- Grimm, Gorm (1941–2008), deutscher Suchtmediziner
- Grimm, Gottfried (* 1936), deutscher Politiker (CSU)
- Grimm, Günter (1940–2010), deutscher Klassischer Archäologe
- Grimm, Gunter E. (1945–2025), deutscher Literaturwissenschaftler
- Grimm, Gustav (1886–1958), deutscher Kraftakrobat
- Grimm, Hannelore (* 1940), deutsche Sprachpsychologin
- Grimm, Hans (1875–1959), deutscher Schriftsteller und nationalistischer PublizistHans Grimm (1875–1959)

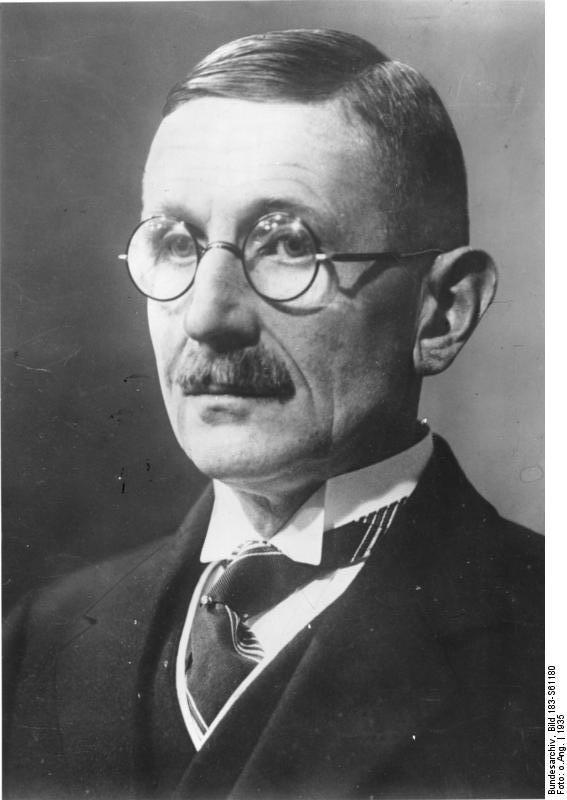
Hans Grimm (1875–1959)

- Grimm, Hans (1886–1965), deutscher Komponist
- Grimm, Hans (1905–1998), deutscher Tonmeister und Filmregisseur
- Grimm, Hans (1910–1995), deutscher Arzt, Anthropologe und Sportmediziner
- Grimm, Hans G. (1887–1958), deutscher Chemiker (Physikalische Chemie)
- Grimm, Hans Herbert (1896–1950), deutscher Lehrer und Autor
- Grimm, Hans-Ulrich (* 1955), deutscher Journalist und Sachbuchautor
- Grimm, Hartmut (1953–2017), deutscher Musiktheoretiker
- Grimm, Hedwig (1910–2003), deutsche Agraringenieurin und Rosenexpertin
- Grimm, Heike (* 1967), deutsche Politikwissenschaftlerin und Wirtschaftswissenschaftlerin
- Grimm, Heiko (* 1977), deutscher Handballspieler und -trainer
- Grimm, Heiner (1913–1985), deutscher Kunstmaler
- Grimm, Heinrich (1593–1637), deutscher Musikwissenschaftler und Komponist
- Grimm, Heinrich (1892–1975), deutscher Historiker
- Grimm, Heinrich (1893–1983), deutscher Forstmann und Schriftsteller in Ansbach
- Grimm, Heinrich (1896–1963), deutscher lutherischer Theologe und Kommunalpolitiker
- Grimm, Heinrich (1911–1971), deutscher Politiker (SPD), MdBB
- Grimm, Heinrich Adolph (1747–1813), deutscher Orientalist
- Grimm, Heinrich Gottfried (1804–1884), deutscher Militärarzt in Preußen
- Grimm, Helmut, deutscher Biologe
- Grimm, Herman (1828–1901), deutscher Kunsthistoriker und PublizistHerman Grimm (1828–1901)

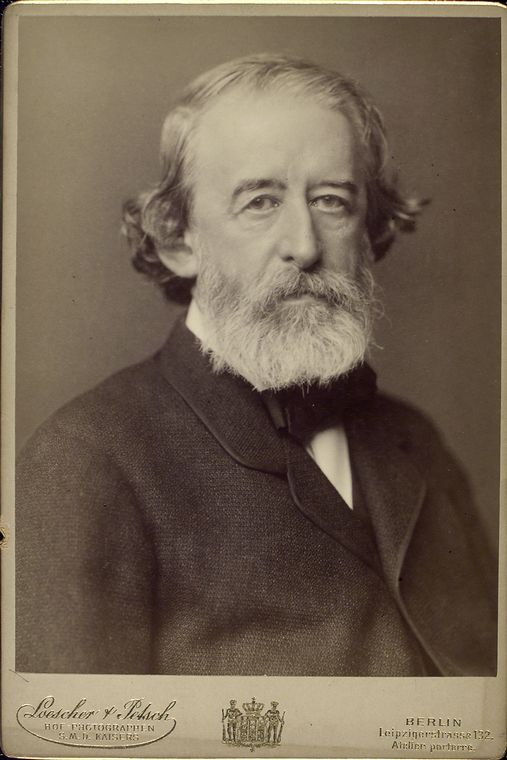
Herman Grimm (1828–1901)

- Grimm, Hermann (1831–1881), deutscher Politiker (NLP), MdL (Königreich Sachsen)
- Grimm, Hermann (1860–1931), deutscher Genremaler der Düsseldorfer Schule
- Grimm, Hermann (1866–1960), württembergischer Oberamtmann
- Grimm, Holle (1918–2009), deutsche Ärztin und Rechtsextremistin
- Grimm, Hugo (1866–1944), österreichischer Maler
- Grimm, Hugo (* 1980), deutscher Schauspieler
- Grimm, Imre (* 1973), deutscher Journalist und Buchautor
- Grimm, Inge Maria (* 1921), österreichische Jugendliteraturschriftstellerin
- Grimm, Jacob (1785–1863), deutscher Germanist und JuristJacob Grimm (1785–1863)

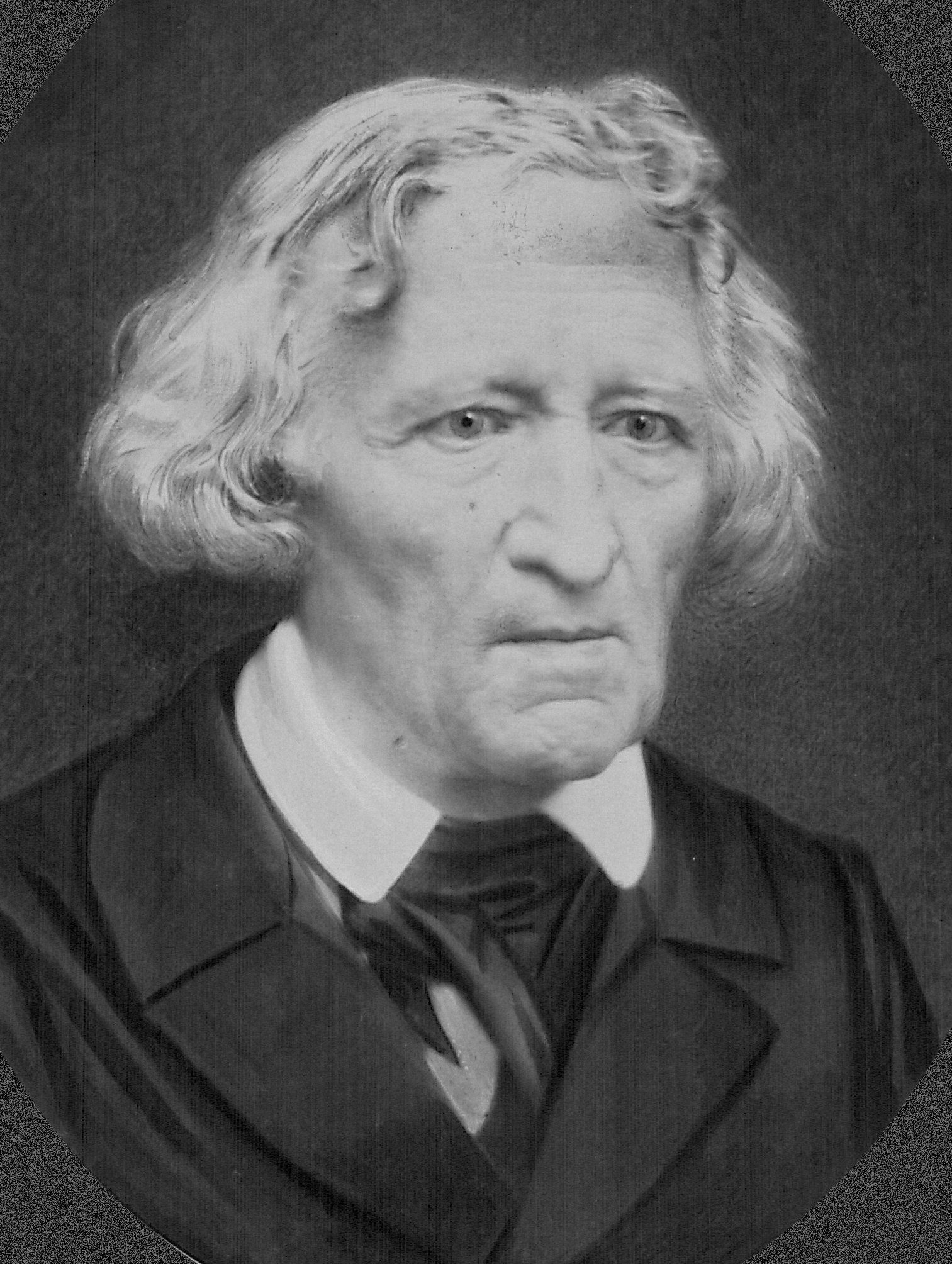
Jacob Grimm (1785–1863)

- Grimm, Jan (1943–2012), tschechischer Maler
- Grimm, János (1895–1974), ungarischer Radrennfahrer
- Grimm, Jérémy (* 1987), französischer Fußballspieler
- Grimm, Jesse (* 1988), deutscher Synchronsprecher
- Grimm, Johann († 1747), Schweizer Maler
- Grimm, Johann Anton Joachim (1792–1846), deutscher Altphilologe in russischen Diensten
- Grimm, Johann Caspar (1662–1728), deutscher Mediziner
- Grimm, Johann Friedrich Karl (1737–1821), deutscher Arzt und Botaniker
- Grimm, Johann Georg (1846–1887), deutscher Landschaftsmaler
- Grimm, Josef (1900–1945), deutscher Geistlicher, Pfarrer in Götting
- Grimm, Joseph (1827–1896), deutscher katholischer Theologe und Hochschullehrer
- Grimm, Juliane Charlotte Friederike (1735–1796), Tante der Brüder Grimm
- Grimm, Julius (1821–1911), deutscher Jurist und Politiker
- Grimm, Julius (1842–1906), österreichischer Fotograf und Astronom
- Grimm, Julius (* 1987), deutscher Filmemacher
- Grimm, Julius Otto (1827–1903), deutscher Komponist und Dirigent
- Grimm, Jürgen (1934–2009), deutscher Romanist und Literaturwissenschaftler
- Grimm, Jürgen (* 1954), deutscher Physiker und Professor
- Grimm, Justin (* 1988), US-amerikanischer Baseballspieler
- Grimm, Justus (* 1970), deutscher Cellist
- Grimm, Karl (1826–1893), deutscher Jurist und Reichstagsabgeordneter
- Grimm, Karl von (1830–1898), deutscher Politiker (NLP), MdR, badischer Justizminister
- Grimm, Kerstin (* 1956), deutsche Malerin
- Grimm, Kurt (1903–1984), österreichischer Rechtsanwalt und Wirtschaftsberater
- Grimm, Kurt (1931–2004), deutscher Film- und Fernsehregisseur
- Grimm, Leo (1889–1916), österreichischer Maler und Grafiker
- Grimm, Leopold (* 1962), deutscher Politiker (FDP), MdL
- Grimm, Liza (* 1992), deutsche Autorin
- Grimm, Ludwig Emil (1790–1863), deutscher Maler und KupferstecherLudwig Emil Grimm (1790–1863)

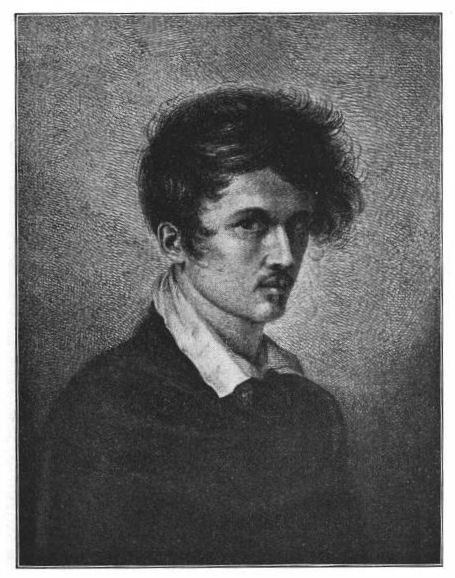
Ludwig Emil Grimm (1790–1863)

- Grimm, Luise (* 1805), deutsche Fotografin und Malerin
- Grimm, Luise (1900–1991), deutsche Malerin
- Grimm, Manfred (* 1939), deutscher Fußballtorwart
- Grimm, Manfred (* 1948), deutscher Fußballspieler
- Grimm, Marcel, Schweizer Tischtennisspieler
- Grimm, Marco (* 1972), deutscher Fußballspieler
- Grimm, Markus (* 1967), deutscher Darstellungskünstler
- Grimm, Markus (* 1979), deutscher Sänger und SchriftstellerMarkus Grimm (* 1979)

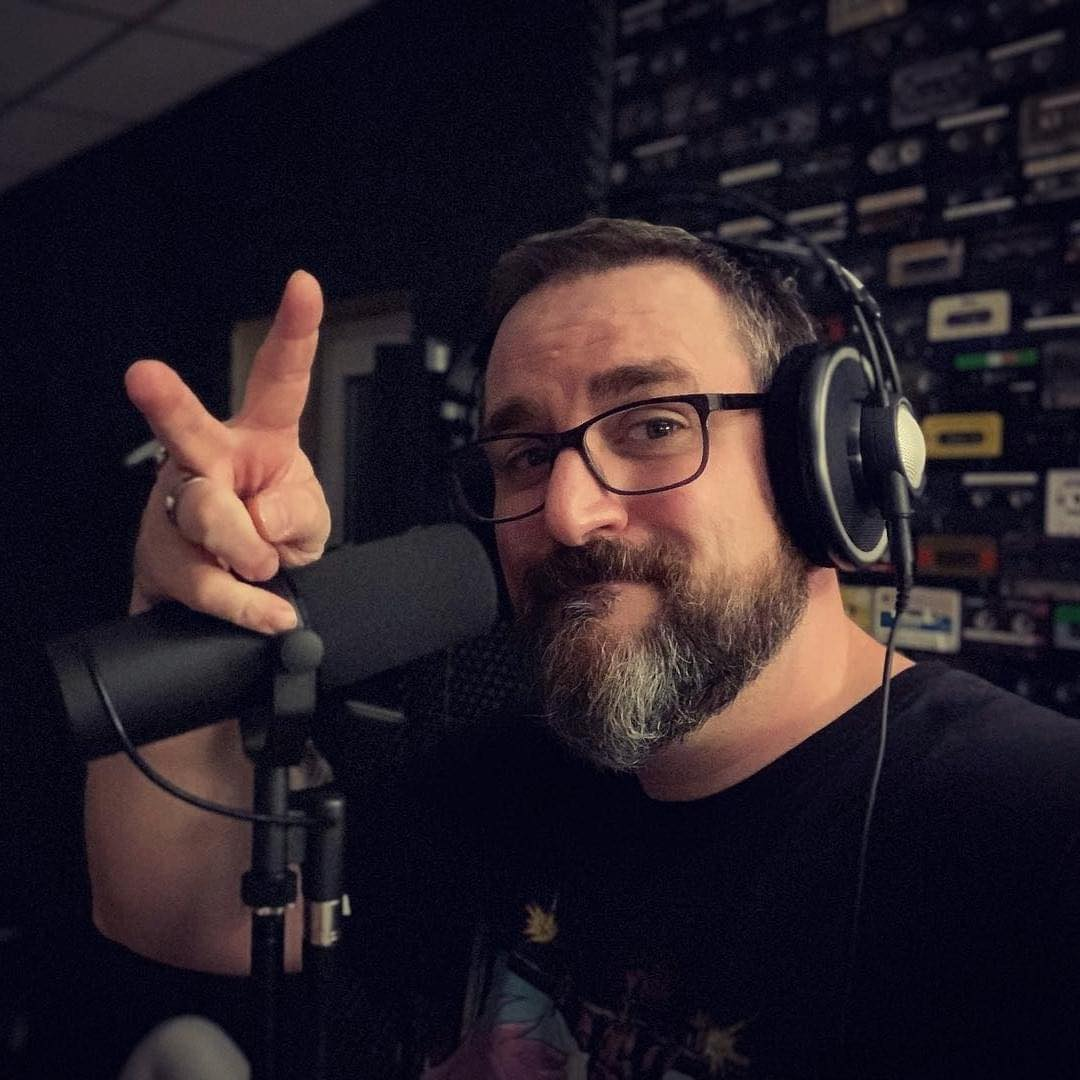
Markus Grimm (* 1979)

- Grimm, Matthias (1943–2020), deutscher Schauspieler, Hörspiel- und Synchronsprecher, Dialogautor, Synchronregisseur und Schriftsteller
- Grimm, Michael (1821–1877), deutscher Lehrer und Lokalhistoriker
- Grimm, Michael (* 1944), deutscher Schauspieler
- Grimm, Michael (* 1970), US-amerikanischer Politiker
- Grimm, Michael A. (* 1970), deutscher Film- und Theaterschauspieler
- Grimm, Monika (* 1940), deutsche Schlagersängerin und Filmschauspielerin
- Grimm, Nancy (* 1979), deutsche Fremdsprachendidaktikerin, Amerikanistin und Sachbuchautorin
- Grimm, Oliver (1948–2017), deutscher Schauspieler und Synchronsprecher
- Grimm, Otto (1855–1925), Bürgermeister der Stadt Frankfurt am Main, Mitglied des Nassauischen Kommunallandtages
- Grimm, Otto (1901–1969), deutscher Jurist und Kommunalpolitiker
- Grimm, Paul (1907–1993), deutscher Prähistoriker
- Grimm, Paul (1926–2018), deutscher Maler und Bildhauer
- Grimm, Peter (* 1965), deutscher Journalist, Dokumentarfilmer, Filmproduzent und DDR-Bürgerrechtler
- Grimm, Peter Gratian (1901–1972), deutscher katholischer Missionsbischof
- Grimm, Petra (* 1962), deutsche Medienwissenschaftlerin und Hochschullehrerin
- Grimm, Philipp (1860–1930), deutscher Rechtsanwalt, Notar und Manager
- Grimm, Philipp (1909–1984), deutscher Arbeitseinsatzführer in Konzentrationslagern
- Grimm, Philipp (* 1984), deutscher Schauspieler
- Grimm, Philipp (* 1985), deutscher Handballspieler
- Grimm, Philipp (* 1992), deutscher Sportschütze
- Grimm, Philipp Wilhelm (1751–1796), deutscher Jurist; hanauischer Amtmann; Vater der Brüder GrimmPhilipp Wilhelm Grimm (1751–1796)

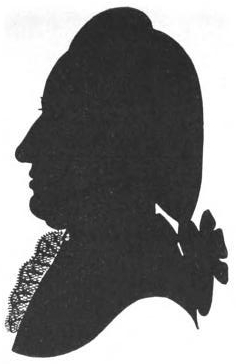
Philipp Wilhelm Grimm (1751–1796)

- Grimm, Quirin (* 1995), deutscher Filmeditor
- Grimm, Reinhold (1931–2009), deutscher Germanist
- Grimm, Reinhold R. (* 1942), deutscher Romanist
- Grimm, Robert (1881–1958), Schweizer Politiker und Publizist
- Grimm, Rolf (* 1937), deutscher Architekt
- Grimm, Rolf (* 1941), deutscher Fußballspieler
- Grimm, Rosa (1875–1955), Schweizer Politikerin (SP/KPS)
- Grimm, Rudolf (* 1961), deutsch-österreichischer Experimentalphysiker
- Grimm, Rudolph (1906–1969), deutscher Architekt und Baubeamter
- Grimm, Sabrina Cora (* 1979), deutsche Schauspielerin
- Grimm, Samuel Hieronymus (1733–1794), Schweizer Landschaftsmaler und Dichter
- Grimm, Siegfried (* 1947), deutscher Fußballspieler
- Grimm, Siegmund († 1530), Zwickauer Arzt, Apotheker, Verleger und Mitinhaber einer Offizin in Augsburg
- Grimm, Silke (* 1967), deutsche Politikerin (AfD)
- Grimm, Simon (1636–1684), deutscher Maler und Kupferstecher mit eigenem Kunstverlag
- Grimm, Stefan (1963–2014), Biologe und Professor für Toxikologie am Imperial College London
- Grimm, Stefanie (* 1990), deutsche Fußballspielerin
- Grimm, Steffen (* 1970), deutscher Politiker und Bürgermeister
- Grimm, Sylvia (* 1974), deutsche politische Beamtin (SPD)
- Grimm, Thomas (* 1954), deutscher FilmemacherThomas Grimm (* 1954)

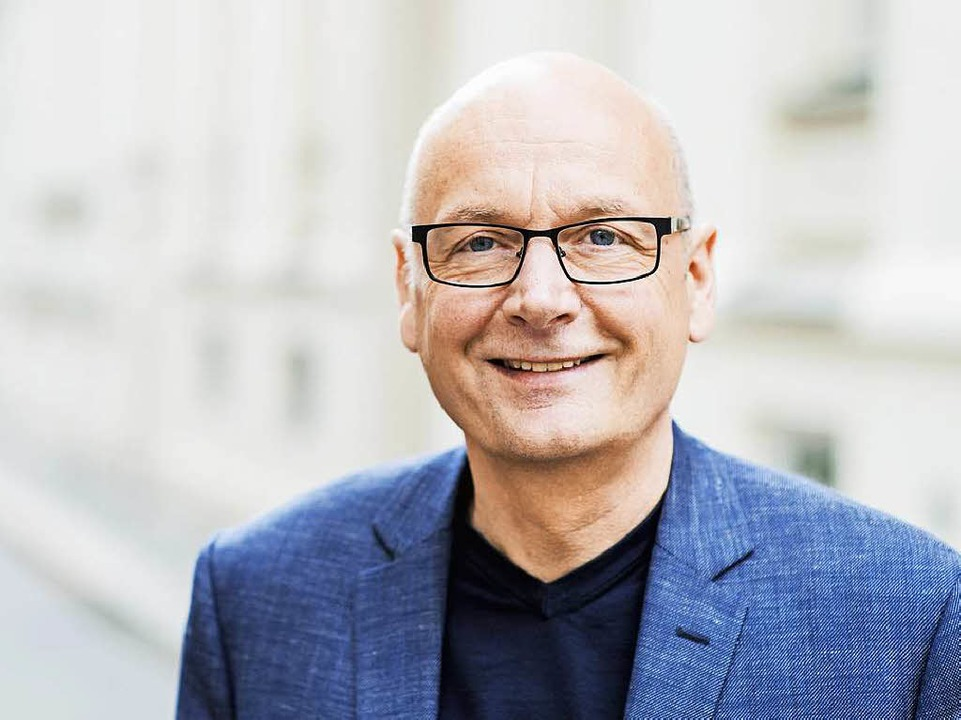
Thomas Grimm (* 1954)

- Grimm, Thomas (* 1959), Schweizer Rechtsanwalt und Sportfunktionär
- Grimm, Tilemann (1922–2002), deutscher Sinologe
- Grimm, Tim (* 1960), US-amerikanischer Schauspieler und Folksänger
- Grimm, Ulrich Werner (* 1954), deutscher Journalist und Autor
- Grimm, Valentin (* 1850), deutscher Reichsgerichtsrat
- Grimm, Vanessa (* 1997), deutsche Leichtathletin
- Grimm, Veronika (* 1971), deutsche WirtschaftswissenschaftlerinVeronika Grimm (* 1971)

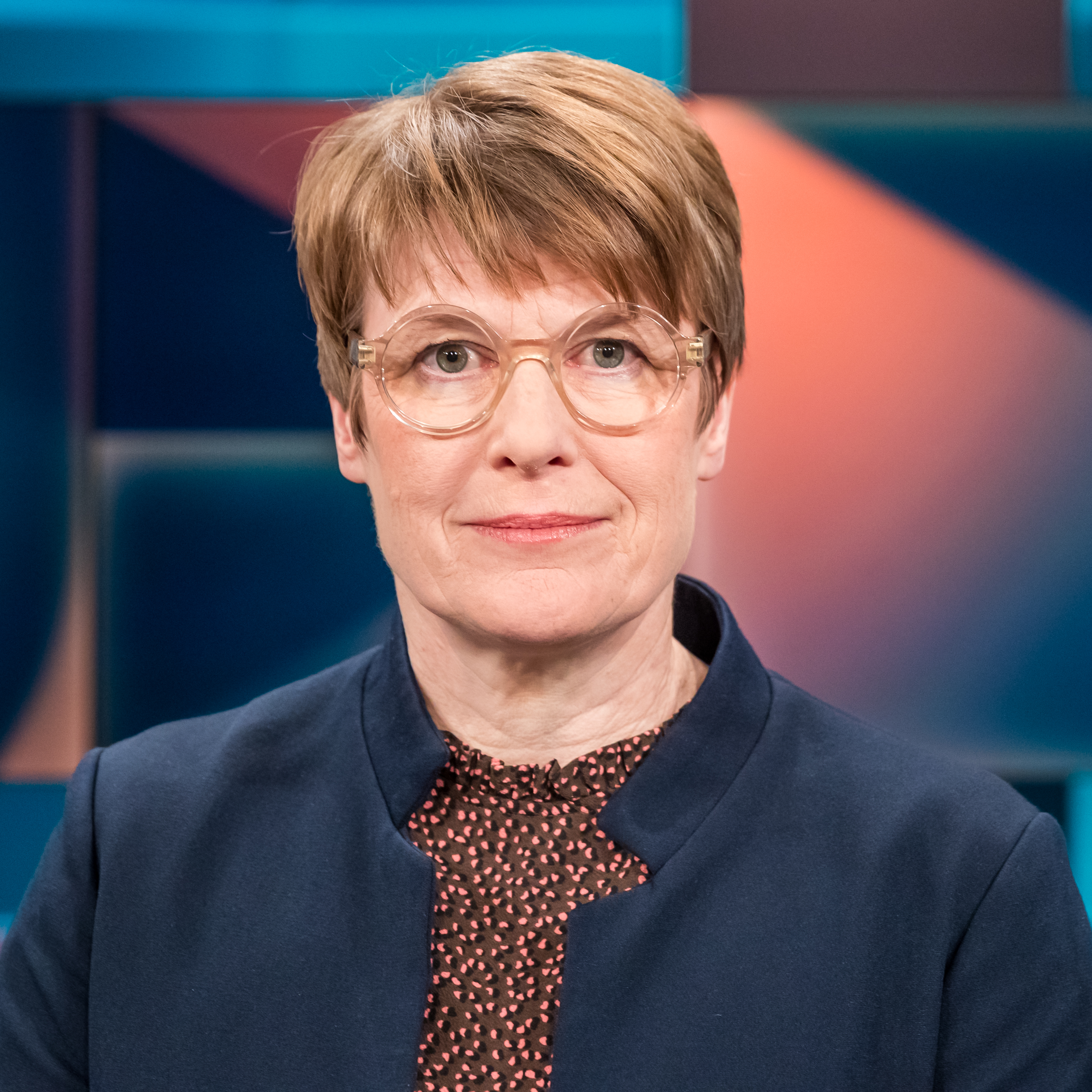
Veronika Grimm (* 1971)

- Grimm, Vincenz (1801–1872), österreichisch-ungarischer Kunsthändler, Lithograf, Kartograf, Kunstmaler und Schachspieler
- Grimm, Walburga (1932–2022), deutsche Eiskunstlauf-Preisrichterin
- Grimm, Walter Otto (1894–1919), deutscher Maler und Holzschneider des Expressionismus
- Grimm, Wernt (1912–2000), deutscher Agraringenieur und Rosenexperte
- Grimm, Wilhelm (1786–1859), deutscher Sprach- und Literaturwissenschaftler sowie Märchen- und Sagensammler
- Grimm, Wilhelm (1889–1944), deutscher Politiker (NSDAP), MdR, Gauleiter
- Grimm, Wilibald (1807–1891), deutscher evangelischer Theologe
- Grimm, Willem (1904–1986), deutscher Maler und Grafiker
- Grimm, Wolfgang (1959–2007), deutscher Maler
- Grimm, Yoshij (* 1991), deutscher Synchron- und Hörspielsprecher und Schauspieler
- Grimm-Benne, Petra (* 1962), deutsche Politikerin (SPD), MdL
- Grimm-Einödshofer, Maria (1861–1941), Operettensängerin, Theaterschauspielerin sowie Filmschauspielerin beim deutschen Stummfilm
- Grimm-Sachsenberg, Richard (1873–1952), deutscher Maler, Radierer und Kupferstecher
- Grimmark, Carl Johan (* 1978), schwedischer Metalgitarrist
- Grimme, Adolf (1889–1963), deutscher Politiker (SPD), MdL sowie Kultusminister in Preußen und NiedersachsenAdolf Grimme (1889–1963)

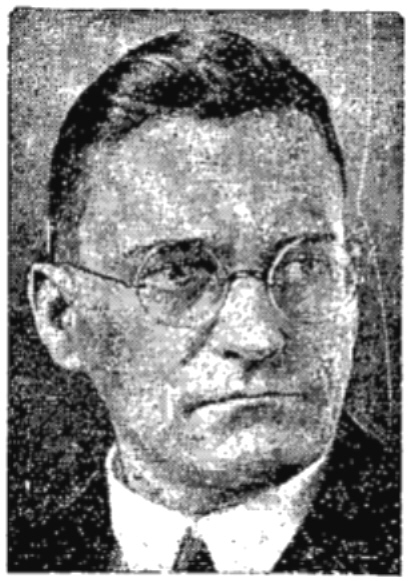
Adolf Grimme (1889–1963)

- Grimme, Carl (1836–1883), deutscher Fabrikant
- Grimme, Ernst Günther (1926–2003), deutscher Kunsthistoriker, Museumsdirektor, Honorarprofessor
- Grimme, Franz (* 1946), deutscher Unternehmer
- Grimme, Friedrich Wilhelm (1827–1887), deutscher Schriftsteller, Schulleiter, Heimatdichter und Botaniker
- Grimme, Helga (* 1940), deutsche Schauspielerin und Fotografin
- Grimme, Hubert (1864–1942), deutscher Semitist
- Grimme, Hugo (1872–1943), deutscher General der Flakartillerie im Zweiten Weltkrieg
- Grimme, Josefine (1907–1999), deutsche politische Aktivistin
- Grimme, Matthias T. J. (* 1953), deutscher Autor und Verleger sadomasochistischer Literatur
- Grimme, Merle, deutsche Regisseurin, Drehbuchautorin und Produzentin
- Grimme, Rudolf (1929–2004), deutscher Ingenieur und Hochschullehrer
- Grimme, Stefan (* 1963), deutscher theoretischer Chemiker und Hochschullehrer
- Grimmeisen, Franz Josef (1921–2020), deutscher Zahnarzt und Amateur-Maler
- Grimmeiß, Maximilian (1893–1972), deutscher Offizier, zuletzt General der Artillerie der Wehrmacht
- Grimmeiß, Tassilo (1910–1961), deutscher Jurist und Kommunalpolitiker, Oberbürgermeister von Neu-Ulm
- Grimmek, Bruno (1902–1969), deutscher Architekt
- Grimmel, Eckhard (1941–2023), deutscher Geograph
- Grimmel, Johann Elias (1703–1759), deutscher Maler und Kartograf
- Grimmel, Torben (* 1975), dänischer Sportschütze
- Grimmelmann, Hans (* 1952), deutscher Kameramann
- Grimmelmann, Wilhelm (1893–1958), dänischer Turner
- Grimmelshausen, Hans Jakob Christoffel von († 1676), deutscher SchriftstellerHans Jakob Christoffel von Grimmelshausen († 1676)

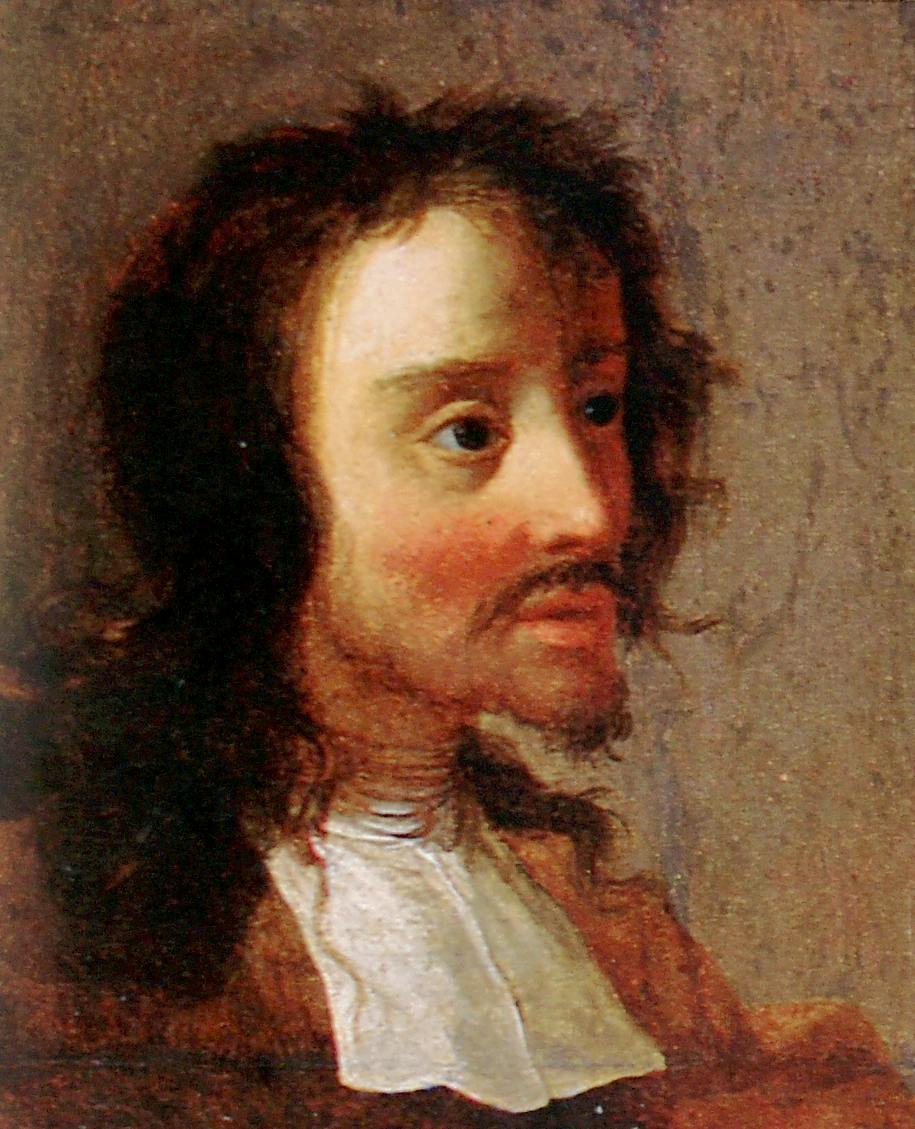
Hans Jakob Christoffel von Grimmelshausen († 1676)

- Grimmelsman, Henry Joseph (1890–1972), US-amerikanischer Geistlicher und Bischof von Evansville
- Grimmelt, Klaus (* 1948), deutscher Eiskunstläufer
- Grimmenstein, Marianne (* 1946), deutsche Musiklehrerin und Aktivistin
- Grimmer, Aribert (1900–1963), deutscher Filmschauspieler
- Grimmer, Artur (1906–1982), deutscher Grafiker und Karikaturist
- Grimmer, Bernd (1950–2021), deutscher Politiker (AfD), MdL
- Grimmer, Christoph G. (* 1985), deutscher Wissenschaftler, Sachbuchautor, Dozent und Journalist
- Grimmer, Gerhard (1943–2023), deutscher Skilangläufer
- Grimmer, Reginald (1926–1994), deutscher SED-Funktionär und Vorsitzender des Staatlichen Komitees für Rundfunk
- Grimmer, Rudolf (1908–1974), kommunistischer Widerstandskämpfer
- Grimmer, Walter (1878–1944), deutscher Lebensmittelchemiker und Hochschullehrer
- Grimmer, Walter (* 1939), Schweizer Cellist und Musikpädagoge
- Grimmert, Carl Friedrich (1795–1865), deutscher evangelischer Geistlicher und Politiker
- Grimmett, Geoffrey (* 1950), britischer Mathematiker
- Grimmett, Richard (* 1960), britischer Ornithologe und Naturschützer
- Grimmette, Mark (* 1971), US-amerikanischer Rennrodler
- Grimmich, Virgil (1861–1903), römisch-katholischer Geistlicher und Hochschullehrer
- Grimmie, Christina (1994–2016), US-amerikanische Sängerin, Pianistin und SongwriterinChristina Grimmie (1994–2016)

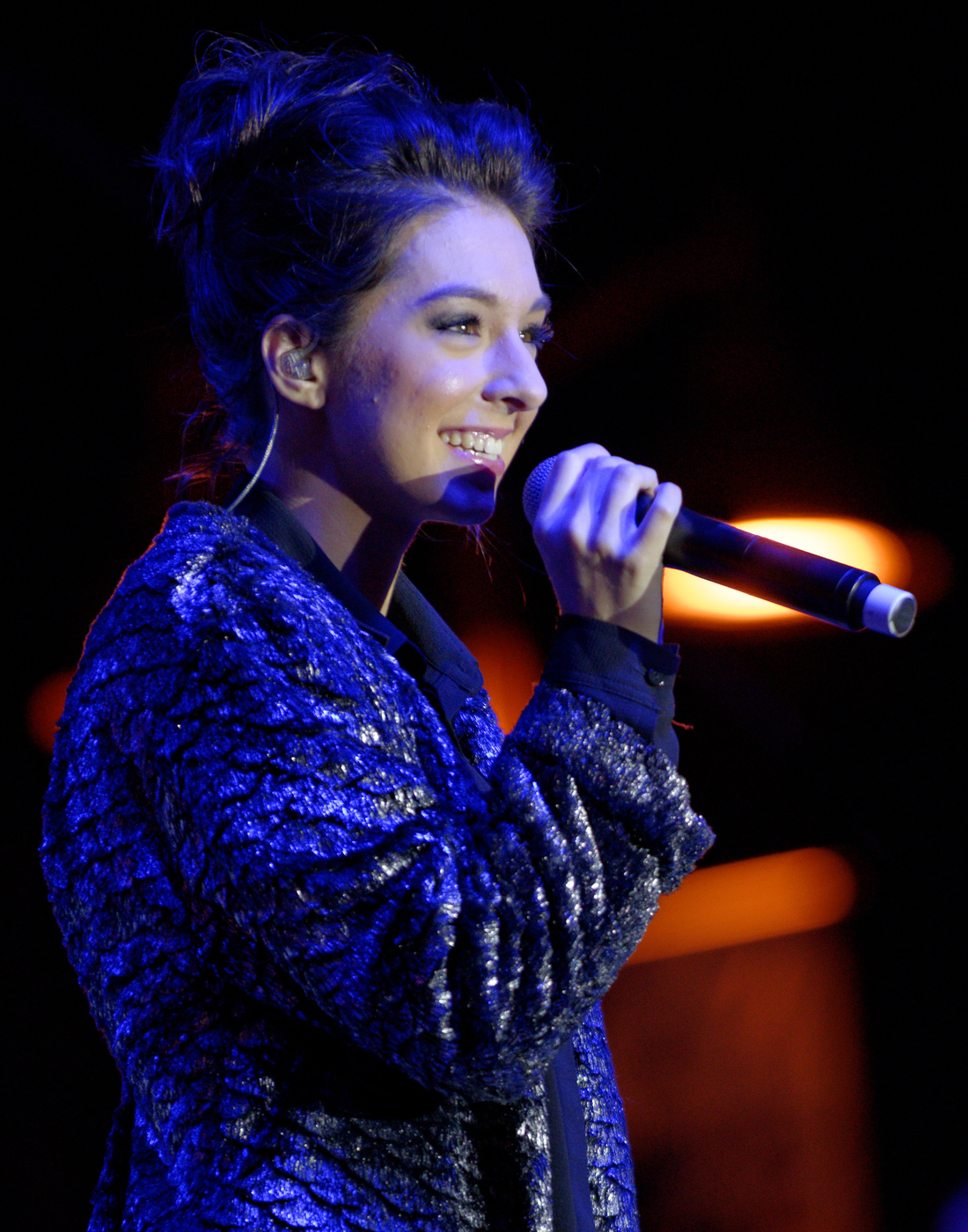
Christina Grimmie (1994–2016)

- Grimming, Jürgen (1938–2023), deutscher Politiker (SPD)
- Grimminger, Adolf (1827–1909), deutscher Sänger, Dichter und Bildhauer
- Grimminger, Bernhard (* 1942), deutscher Science-Fiction- und Phantastik-Autor
- Grimminger, Eugen (1892–1986), deutscher Widerstandskämpfer, Mitglied der Widerstandsbewegung Weiße Rose
- Grimminger, Jakob (1892–1969), deutscher Nationalsozialist, Träger der Blutfahne im Film „Triumph des Willens“
- Grimminger, Jenny (1895–1943), Opfer des nationalsozialistischen Regimes, erste Ehefrau von Eugen Grimminger
- Grimminger, Michael (* 1960), deutscher Politologe und Redenschreiber
- Grimmling, Hans-Hendrik (* 1947), deutscher Maler und Autor
- Grimmonprez, Laurent (1902–1984), belgischer Fußballspieler
- Grimmonprez, Thomas (* 1973), französischer Jazzmusiker (Schlagzeug)

### Grimn
- Grimnes, Bjørn (* 1950), norwegischer Speerwerfer

### Grimo
- Grimoald († 671), König der Langobarden
- Grimoald der Ältere, fränkischer Hausmeier aus dem Geschlecht der Karolinger
- Grimoald der Jüngere († 714), fränkischer Hausmeier
- Grimoald II. († 689), Herzog von Benevent
- Grimoald II., Herzog in Baiern-Freising
- Grimoald III. († 806), Herzog von Benevent (788–806)
- Grimoard, Anglic († 1388), französischer Prälat; Bischof von Avignon; Kardinal
- Grimoard, Elzéar de, französischer Mönch
- Grimod de la Reynière, Alexandre Balthazar Laurent (1758–1837), französischer Jurist, Gastrosoph und Literat
- Grimond, Joseph (1913–1993), britischer Politiker
- Grimoni, Erich (1908–1974), deutscher Philologe
- Grimoni, Lorenz (* 1939), deutscher lutherischer Geistlicher
- Grimonpon, Jacques (1925–2013), französischer Fußballspieler
- Grimonprez, Johan (* 1962), belgischer Filmschaffender, Installationskünstler und KuratorJohan Grimonprez (* 1962)

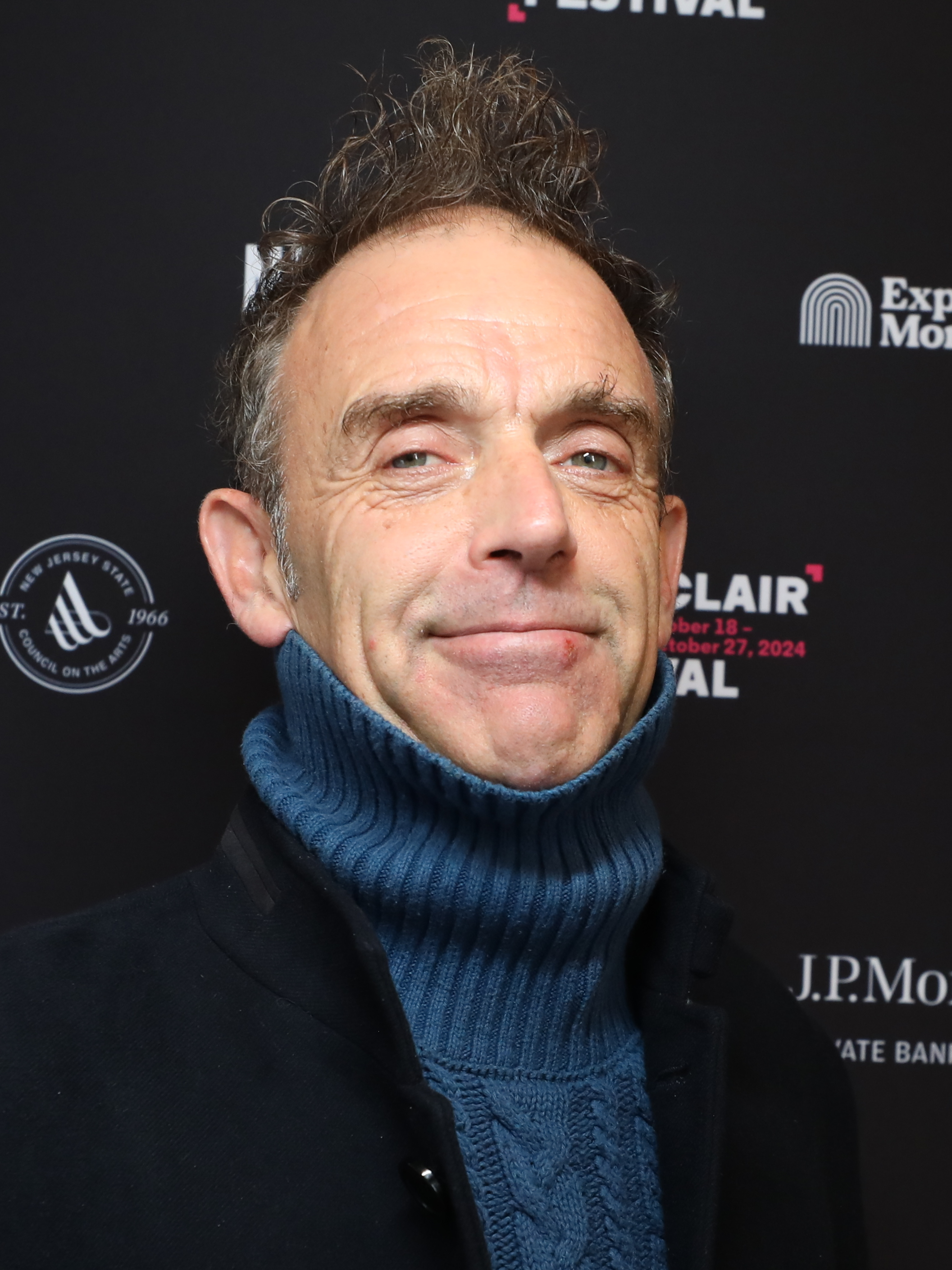
Johan Grimonprez (* 1962)

### Grimp
- Grimpe, Georg (1889–1936), deutscher Zoologe
- Grimpe, Gerhard (1928–1985), deutscher Musikpädagoge, Chorleiter und Komponist
- Grimpe, Julia (* 1969), deutsche Schauspielerin

### Grims
- Grims-land, Ebbe (1915–2015), schwedischer Komponist und Violinist
- Grimsbø, Kari Aalvik (* 1985), norwegische Handballspielerin und -trainerin
- Grimsby, William († 1483), englischer Esquire
- Grimschitz, Bruno (1892–1964), österreichischer Kunsthistoriker und Museumsleiter
- Grimsdale, Richard L. (1929–2005), britischer Elektroingenieur und Computerpionier
- Grimsehl, Ernst (1861–1914), deutscher Pädagoge und Physiker
- Grimsehl, Georg Heinrich (1794–1867), deutscher Verwaltungsbeamter und Königlich Hannoverscher, später preußischer Amtmann
- Grimseth, Stian (* 1972), norwegischer Gewichtheber
- Grimshaw, Aiden (* 1991), britischer Popsänger
- Grimshaw, Beatrice (1870–1953), australische Schriftstellerin mit irischen Wurzeln
- Grimshaw, John Atkinson (1836–1893), englischer MalerJohn Atkinson Grimshaw (1836–1893)

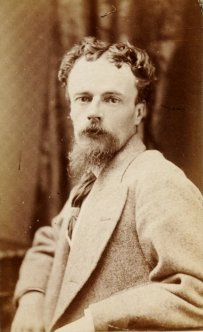
John Atkinson Grimshaw (1836–1893)

- Grimshaw, Liam (* 1995), englischer Fußballspieler
- Grimshaw, Margaret (1905–1990), britische Mathematikerin und Hochschullehrerin
- Grimshaw, Nicholas (* 1939), britischer Architekt
- Grimshaw, Tony (* 1957), englischer Fußballspieler
- Grimshaw, Walter (1832–1890), britischer Schachkomponist
- Grimsley, Crawford (* 1967), US-amerikanischer Boxer
- Grimsley, Greer (* 1956), amerikanischer Opernsänger (Bassbariton)
- Grimsley, Jim (* 1955), US-amerikanischer Schriftsteller
- Grimsmann, Wilhelm (1883–1940), polnischer Journalist, Aktivist und NS-Opfer
- Grimsmo, Anthon (* 1968), norwegischer Curler
- Grimson, Stu (* 1965), kanadischer Eishockeyspieler
- Grimsrud, Beate (1963–2020), norwegische Schriftstellerin und Filmregisseurin
- Grimsrud, Simen (* 1992), norwegischer Skispringer
- Grimstad, Carl-Erik (* 1952), norwegischer Politiker
- Grimstad, Edvard (1933–2014), norwegischer Politiker (Senterpartiet), Mitglied des Storting
- Grimstad, Lars Joachim (* 1972), norwegischer Autor und früherer Fußballspieler
- Grimstrup, Børge Møller (1906–1972), dänischer Schauspieler
- Grimstvedt, Andreas (* 1992), norwegischer Biathlet und Skilangläufer

### Grimu
- Grímur Geitskör, isländischer Siedler
- Grímur Kamban, erster nordischer Siedler zur Wikingerzeit auf den Färöern
- Grímur Thomsen (1820–1896), isländischer Dichter
- Grimus, Anton (* 1990), australischer Freestyle-Skisportler
- Grimus, Sebastian (* 1970), österreichischer Saxophonist und Komponist im Bereich Funk, Pop, Electro und HouseSebastian Grimus (* 1970)

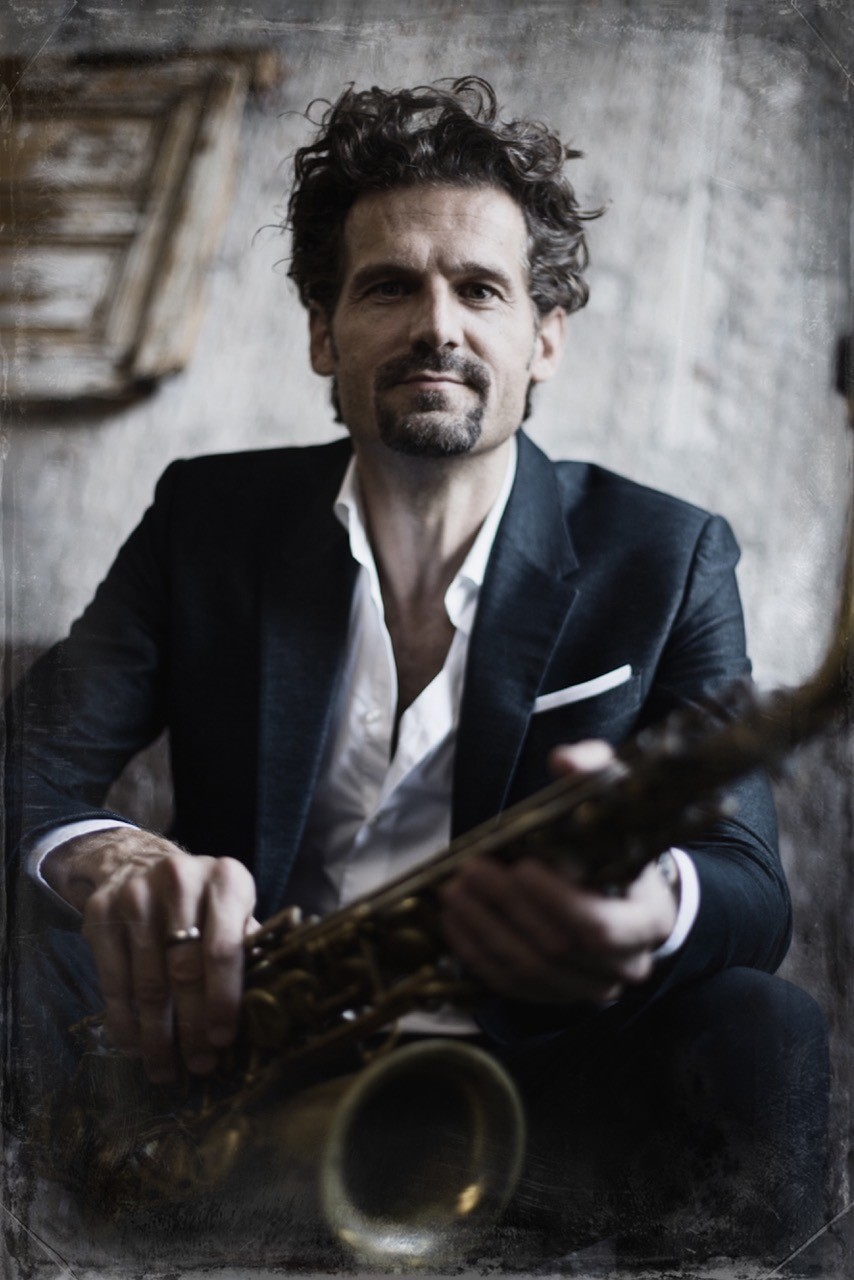
Sebastian Grimus (* 1970)

### Grimw
- Grimwood, Ken (1944–2003), US-amerikanischer Science-Fiction-Schriftsteller